# Список советских игровых кинофильмов (1922)
Список завершённых советских игровых полнометражных и короткометражных фильмов 1922 года производства, снятых для коммерческого проката. В списке отсутствуют неигровые и мультипликационные кинофильмы, а также телефильмы и учебные фильмы, не выходившие в прокат.

## Список фильмов
Все фильмы немые, чёрно-белые, обычного формата, односерийные.
| Основное название                       | Дополнительное название             | Жанр        | Частей | Метраж | Киностудия                                               | Республика | Выпуск на экран                               | Режиссёр            | Сохранность            | Примечание |       |
| --------------------------------------- | ----------------------------------- | ----------- | ------ | ------ | -------------------------------------------------------- | ---------- | --------------------------------------------- | ------------------- | ---------------------- | --- | ----- |
| А там…                                  |                                     | агитфильм   | 1      |        | 1-й петроградский коллектив артистов экрана и Севзапкино | Россия     |                                               | Максимов Владимир   | не сохранился          | | [ 1 ] |
| В вихре революции                       |                                     | драма       | 7      | 1750   | ВФКО                                                     | Россия     |                                               | Чаргонин Александр  | сохранился неполностью | В апреле 1922 г. демонстрировался делегатам XI съезда РКП(б) и получил отрицательную оценку | [ 1 ] |
| Голод и борьба с ним                    |                                     | агитфильм   |        |        | ВУФКУ (Одесса)                                           | Украина    |                                               | Салтыков Николай    | не сохранился          | | [ 1 ] |
| Доля ты русская, долюшка женская        | Из тьмы прошлого                    | мелодрама   | 5      | 1500   | 1-й петроградский коллектив артистов экрана и Севзапкино | Россия     | 1 сентября 1922                               | Светлов Борис       | не сохранился          | | [ 2 ] |
| Изгнанник                               | Маквалла; Духовник; Хевсурская быль | драма       | 6      | 1500   | Киносекция Наркомпроса Грузии                            | Грузия     | 1 сентября 1922 (Тифлис); 26 апреля 1926 (М.) | Барский Владимир    |                        | | [ 2 ] |
| История Первого мая                     | Три интернационала                  | агитфильм   |        |        | Всеукраинский кинокомитет (Одесса)                       | Украина    | 1 мая 1922                                    | Ценин Сергей        | не сохранился          | | [ 2 ] |
| Лигейя                                  |                                     | экранизация |        |        | коллектив кинолюбителей                                  | Россия     |                                               | Глебова Тамара      | не сохранился          | | [ 3 ] |
| Нет счастья на земле                    |                                     | мелодрама   | 5      | 1091   | Арт-экран и Севзапкино                                   | Россия     |                                               | Пантелеев Александр |                        | | [ 3 ] |
| Отец Серафим                            |                                     | драма       | 5      | 1500   | Арт-экран и Севзапкино                                   | Россия     | 5 ноября 1922                                 | Пантелеев Александр | не сохранился          | | [ 3 ] |
| Последняя ставка мистера Энниока        | Поединок                            | экранизация | 6      | 2280   | ВУФКУ (Ялта)                                             | Украина    | 14 марта 1923                                 | Гардин Владимир     | не сохранился          | | [ 4 ] |
| Призрак бродит по Европе                |                                     | экранизация | 8      | 2630   | ВУФКУ (Ялта)                                             | Украина    | 13 февраля 1923                               | Гардин Владимир     |                        | | [ 5 ] |
| Сказ о том, как лапотники в разум вошли |                                     | комедия     | 2      |        | 1-й петроградский коллектив артистов экрана и Севзапкино | Россия     | 7 ноября 1922                                 | Пантелеев Александр | не сохранился          | | [ 5 ] |
| Скорбь бесконечная                      | Наше преступление                   | драма       | 6      | 2200   | 1-й петроградский коллектив артистов экрана и Севзапкино | Россия     | 4 мая 1922                                    | Пантелеев Александр | не сохранился          | Были вмонтированы кадры кинохроники, снятой в районах Поволжья | [ 6 ] |
| Сурамская крепость                      |                                     | экранизация | 6      | 1800   | Киносекция Наркомпроса Грузии                            | Грузия     | 16 февраля 1923                               | Перестиани Иван     |                        | | [ 7 ] |
| Чудотворец                              |                                     | комедия     | 4      | 1200   | 1-й петроградский коллектив артистов экрана и Севзапкино | Россия     | 29 августа 1922 (Петроград)                   | Пантелеев Александр |                        | По словам Н. К. Крупской, получил положительный отзыв В. И. Ленина | [ 7 ] |
| Шведская спичка                         | Дворянское болото                   | экранизация | 4      | 1000   | ВУФКУ (Одесса)                                           | Украина    | 31 марта 1926 (М., перемонт. вар.)            | Курбас Лесь         | не сохранился          | Первый художественный фильм, выпущенный ВУФКУ. Судя по материалам Главреперткома, перемонтированный в 1926 г., был разрешён для бесплатного демонстрирования в красноармейских частях под названием «Дворянское болото». Метраж сократился до 480 м | [ 7 ] |